# Handball aux Jeux olympiques d'été de 2012
Navigation
Pékin 2008 Rio de Janeiro 2016
Les compétitions masculine et féminine de handball aux Jeux olympiques d'été de 2012 organisés à  Londres (Royaume-Uni), se sont déroulées dans la Copper Box et la Basketball Arena de Londres du 28 juillet au 12 août 2012. 
Dans le tournoi masculin, l'équipe de France conserve son titre olympique obtenu à Pékin en 2008 après avoir battu en finale la Suède qui obtient la médaille d'argent. La Croatie complète le podium.
Dans le tournoi féminin, l'équipe de Norvège conserve également son titre olympique obtenu à Pékin en 2008 après avoir battu en finale le Monténégro : il s'agit de la première médaille remportée par le Monténégro aux Jeux olympiques. L'Espagne complète le podium.

## Présentation

### Désignation du pays hôte
La commission exécutive du Comité international olympique a sélectionné le 18 mai 2004 cinq villes candidates officielles parmi une liste de neuf villes postulant à la candidature. Les cinq villes retenues (Paris, New York, Moscou, Londres et Madrid) ont alors entamé la deuxième phase de la procédure.
À l'issue de celle-ci, le 6 juillet 2005 à Singapour, après avoir étudié les dossiers de chaque ville, le jury désigne Londres comme ville hôte des Jeux olympiques de 2012 au terme de quatre tours de scrutin. Lors du dernier tour, la capitale britannique devance Paris de 4 voix.
Remarque : toutes les heures correspondent ainsi à l'heure d'été du Royaume-Uni (UTC+1).

### Lieux de compétitions
Deux salles sont retenues pour le tournoi de handball : la Basketball Arena et la Copper Box dans le parc olympique de Stratford. La Copper Box accueille les épreuves lors des phases de groupe tandis qu'à compter des quarts de finale, les matchs sont joués dans la Basketball Arena qui peut contenir 12 000 spectateurs.
| Greenwich, Londres                                               | \| North Greenwich Arena Basketball Arena \| | Stratford, Londres                                         |
| Basketball Arena                                                 | \| North Greenwich Arena Basketball Arena \| | Copper Box                                                 |
| Capacité: 12 000                                                 | \| North Greenwich Arena Basketball Arena \| | Capacité: 7 000                                            |
| Basketball Arena salle de handball pour les jeux olympiques 2012 | \| North Greenwich Arena Basketball Arena \| | Copper Box salle de handball pour les jeux olympiques 2012 |
| North Greenwich Arena Basketball Arena                           |                                              |                                                            |

### Format de la compétition
Deux tournois de handball sont organisés : un tournoi féminin composé de douze équipes nationales et un tournoi masculin également composé de douze équipes nationales
Les douze nations qualifiées sont réparties en deux groupes composés chacun de six équipes. Après la phase de poule, les quatre premières équipes de chaque groupe se qualifient pour un tour à élimination directe jusqu'à la finale.

### Qualifications du tournoi masculin
| Compétition                                  | Date                          | Lieu         | Places    | Qualifiés          |
| -------------------------------------------- | ----------------------------- | ------------ | --------- | ------------------ |
| Pays organisateur                            | 6 juillet 2005                | -            | 1         | Grande-Bretagne    |
| Championnats du monde 2011                   | 13 au 30 janvier 2011         | Suède        | 1         | France             |
| Jeux panaméricains 2011                      | 16 au 24 octobre 2011         | Mexique      | 1         | Argentine          |
| Tournoi asiatique de qualification olympique | 23 octobre au 2 novembre 2011 | Corée du Sud | 1         | Corée du Sud       |
| Championnat d'Afrique des nations 2012       | 10 au 21 janvier 2012         | Maroc        | 1         | Tunisie            |
| Championnats d'Europe 2012                   | 15 au 29 janvier 2012         | Serbie       | 1         | Danemark           |
| Tournoi mondial 1 de qualification olympique | 6 au 8 avril 2012             | Espagne      | 2         | Espagne et Serbie  |
| Tournoi mondial 2 de qualification olympique | 6 au 8 avril 2012             | Suède        | 2         | Suède et Hongrie   |
| Tournoi mondial 3 de qualification olympique | 6 au 8 avril 2012             | Croatie      | 2         | Croatie et Islande |
| Total                                        | Total                         | Total        | 12 places | 12 places          |

### Qualifications du tournoi féminin
| Compétition                                  | Date                  | Lieu             | Places    |                      |
| -------------------------------------------- | --------------------- | ---------------- | --------- | -------------------- |
| Pays organisateur                            | 6 juillet 2005        | -                | 1         | Grande-Bretagne      |
| Championnat d'Europe 2010                    | 7 au 19 décembre 2010 | Danemark Norvège | 1         | Suède                |
| Tournoi asiatique de qualification olympique | 12 au 21 octobre 2011 | Chine            | 1         | Corée du Sud         |
| Jeux panaméricains 2011                      | 15 au 23 octobre 2011 | Mexique          | 1         | Brésil               |
| Championnat du monde 2011                    | 2 au 18 décembre 2011 | Brésil           | 1         | Norvège              |
| Championnat d'Afrique des nations 2012       | 10 au 21 janvier 2012 | Maroc            | 1         | Angola               |
| Tournoi mondial 1 de qualification olympique | 25 au 27 mai 2012     | France           | 2         | Monténégro et France |
| Tournoi mondial 2 de qualification olympique | 25 au 27 mai 2012     | Espagne          | 2         | Espagne et Croatie   |
| Tournoi mondial 3 de qualification olympique | 25 au 27 mai 2012     | Danemark         | 2         | Russie et Danemark   |
| Total                                        | Total                 | Total            | 12 places | 12 places            |

### Calendrier des épreuves
| Handball aux Jeux olympiques de 2012 | Handball aux Jeux olympiques de 2012 | Handball aux Jeux olympiques de 2012 | Handball aux Jeux olympiques de 2012 | Handball aux Jeux olympiques de 2012 | Handball aux Jeux olympiques de 2012 | Handball aux Jeux olympiques de 2012 | Handball aux Jeux olympiques de 2012 | Handball aux Jeux olympiques de 2012 | Handball aux Jeux olympiques de 2012 | Handball aux Jeux olympiques de 2012 | Handball aux Jeux olympiques de 2012 | Handball aux Jeux olympiques de 2012 | Handball aux Jeux olympiques de 2012 | Handball aux Jeux olympiques de 2012 | Handball aux Jeux olympiques de 2012 | Handball aux Jeux olympiques de 2012 | Handball aux Jeux olympiques de 2012 | Handball aux Jeux olympiques de 2012 | Handball aux Jeux olympiques de 2012 | Handball aux Jeux olympiques de 2012 | Handball aux Jeux olympiques de 2012 |
| Juillet - Août 2012                  | Juillet - Août 2012                  | Juillet - Août 2012                  | 25                                   | 26                                   | 27                                   | 28                                   | 29                                   | 30                                   | 31                                   | 1                                    | 2                                    | 3                                    | 4                                    | 5                                    | 6                                    | 7                                    | 8                                    | 9                                    | 10                                   | 11                                   | 12                                   |
| ------------------------------------ | ------------------------------------ | ------------------------------------ | ------------------------------------ | ------------------------------------ | ------------------------------------ | ------------------------------------ | ------------------------------------ | ------------------------------------ | ------------------------------------ | ------------------------------------ | ------------------------------------ | ------------------------------------ | ------------------------------------ | ------------------------------------ | ------------------------------------ | ------------------------------------ | ------------------------------------ | ------------------------------------ | ------------------------------------ | ------------------------------------ | ------------------------------------ |
| Handball                             | Handball                             | Pictogramme Handball                 |                                      |                                      |                                      |                                      |                                      |                                      |                                      |                                      |                                      |                                      |                                      |                                      |                                      |                                      |                                      |                                      |                                      | 1                                    | 1                                    |

|  | Jour de compétition |  | Jour de finale |

### Arbitres
La Fédération internationale de handball (IHF) a sélectionné 17 binômes d'arbitres pour les deux tournois, :
- Charlotte et Julie Bonaventura
- Brian Bartlett et Allan Stokes
- Diana-Carmen Florescu et Anamaria Duta
- Lars Geipel (de) et Marcus Helbig (de)
- Carlos Marina et Dario Minore
- Gjorgji Nachevski et Slave Nikolov
- Yalatima Coulibaly et Mamoudou Diabaté
- Kenneth Abrahamsen et Arne M. Kristiansen
- Matija Gubica et Boris Milošević
- M. A. Al-Suwaidi et S. J. Bamutref
- Václav Horáček et Jiří Novotný
- Nenad Krstić et Peter Ljubič
- Per Olesen et Lars Eby Petersen
- Nenad Nikolić et Dušan Stojković
- Oscar Raluy et Ángel Sabroso
- O.M.Z. Al-Marzouqi et M.R.M. Al-Nuaimi
- Nordine Lazaar et Laurent Reveret

Seuls les Slovènes Nenad Krstić et Peter Ljubič ont précédemment participé à des Jeux olympiques, à Pékin en 2008.

### Joueurs et joueuses
Ces deux tournois internationaux sont sans aucune restriction d'âge. Chaque nation doit présenter une équipe de maximum quatorze joueurs sur chaque feuille de match. Il est possible de remplacer un joueur par un « 15e joueur » une fois au cours de la compétition.

## Tournoi masculin

### Tour préliminaire
|   | Équipe          | Pts | J | G | N | P | Bp  | Bc  | Diff |
| - | --------------- | --- | - | - | - | - | --- | --- | ---- |
| 1 | Islande         | 10  | 5 | 5 | 0 | 0 | 167 | 132 | 35   |
| 2 | France          | 8   | 5 | 4 | 0 | 1 | 159 | 110 | 49   |
| 3 | Suède           | 6   | 5 | 3 | 0 | 2 | 156 | 115 | 41   |
| 4 | Tunisie         | 4   | 5 | 2 | 0 | 3 | 121 | 125 | -4   |
| 5 | Argentine       | 2   | 5 | 1 | 0 | 4 | 113 | 138 | -25  |
| 6 | Grande-Bretagne | 0   | 5 | 0 | 0 | 5 | 96  | 192 | -96  |

|  | Qualifié pour les quarts de finale                                                                                     |
|  | Éliminé |
|  | Pts points ; J joués ; G victoires ; N nuls ; P défaites Bp buts marqués ; Bc buts encaissés ; Diff différence de buts |

|   | Équipe       | Pts | J | G | N | P | Bp  | Bc  | Diff |
| - | ------------ | --- | - | - | - | - | --- | --- | ---- |
| 1 | Croatie      | 10  | 5 | 5 | 0 | 0 | 150 | 109 | 41   |
| 2 | Danemark     | 8   | 5 | 4 | 0 | 1 | 124 | 129 | -5   |
| 3 | Espagne      | 6   | 5 | 3 | 0 | 2 | 140 | 126 | 14   |
| 4 | Hongrie      | 4   | 5 | 2 | 0 | 3 | 114 | 128 | -14  |
| 5 | Serbie       | 2   | 5 | 1 | 0 | 4 | 120 | 131 | -11  |
| 6 | Corée du Sud | 0   | 5 | 0 | 0 | 5 | 115 | 140 | -25  |

|  | Qualifié pour les quarts de finale                                                                                     |
|  | Éliminé |
|  | Pts points ; J joués ; G victoires ; N nuls ; P défaites Bp buts marqués ; Bc buts encaissés ; Diff différence de buts |

### Phase finale
|  | Quarts de finale                           | Quarts de finale                            |                                             |                                             | Demi-finales                                | Demi-finales                                |    |  | Finale                                      | Finale                                      |
|  | Quarts de finale                           | Quarts de finale                            |                                             |                                             | Demi-finales                                | Demi-finales                                |    |  | Finale                                      | Finale                                      |
|  |                                            |                                             |                                             |                                             |                                             |                                             |    |  |                                             |                                             |
|  | 8 août 11 h 00, basketball Arena (Londres) | 8 août 11 h 00, basketball Arena (Londres)  |                                             |                                             | 10 août 17 h 00, basketball Arena (Londres) | 10 août 17 h 00, basketball Arena (Londres) |    |  | 12 août 15 h 00, basketball Arena (Londres) | 12 août 15 h 00, basketball Arena (Londres) |
|  | 8 août 11 h 00, basketball Arena (Londres) | 8 août 11 h 00, basketball Arena (Londres)  |                                             |                                             | 10 août 17 h 00, basketball Arena (Londres) | 10 août 17 h 00, basketball Arena (Londres) |    |  | 12 août 15 h 00, basketball Arena (Londres) | 12 août 15 h 00, basketball Arena (Londres) |
|  | [A1] Islande                               | 33                                          |                                             |                                             | 10 août 17 h 00, basketball Arena (Londres) | 10 août 17 h 00, basketball Arena (Londres) |    |  | 12 août 15 h 00, basketball Arena (Londres) | 12 août 15 h 00, basketball Arena (Londres) |
|  | [A1] Islande                               | 33                                          |                                             |                                             | 10 août 17 h 00, basketball Arena (Londres) | 10 août 17 h 00, basketball Arena (Londres) |    |  | 12 août 15 h 00, basketball Arena (Londres) | 12 août 15 h 00, basketball Arena (Londres) |
|  | [B4] Hongrie                               | 34ap                                        |                                             |                                             | 10 août 17 h 00, basketball Arena (Londres) | 10 août 17 h 00, basketball Arena (Londres) |    |  | 12 août 15 h 00, basketball Arena (Londres) | 12 août 15 h 00, basketball Arena (Londres) |
|  | [B4] Hongrie                               | 34ap                                        | Hongrie                                     | 26                                          |                                             |                                             |    |  | 12 août 15 h 00, basketball Arena (Londres) | 12 août 15 h 00, basketball Arena (Londres) |
|  | 8 août 18 h 00, basketball Arena (Londres) |                                             | Hongrie                                     | 26                                          |                                             |                                             |    |  | 12 août 15 h 00, basketball Arena (Londres) | 12 août 15 h 00, basketball Arena (Londres) |
|  |                                            | Suède                                       | 27                                          |                                             |                                             |                                             |    |  | 12 août 15 h 00, basketball Arena (Londres) | 12 août 15 h 00, basketball Arena (Londres) |
|  | [A3] Suède                                 | Suède                                       | 27                                          | 24                                          |                                             |                                             |    |  | 12 août 15 h 00, basketball Arena (Londres) | 12 août 15 h 00, basketball Arena (Londres) |
|  | [A3] Suède                                 |                                             |                                             | 24                                          |                                             |                                             |    |  | 12 août 15 h 00, basketball Arena (Londres) | 12 août 15 h 00, basketball Arena (Londres) |
|  | [B2] Danemark                              | 22                                          |                                             |                                             |                                             |                                             |    |  | 12 août 15 h 00, basketball Arena (Londres) | 12 août 15 h 00, basketball Arena (Londres) |
|  | [B2] Danemark                              | 22                                          | Suède                                       | 21                                          |                                             |                                             |    |  |                                             |                                             |
|  | 8 août 14 h 30, basketball Arena (Londres) |                                             | Suède                                       | 21                                          |                                             |                                             |    |  |                                             |                                             |
|  |                                            | France                                      | 22                                          |                                             |                                             |                                             |    |  |                                             |                                             |
|  | [A2] France                                | France                                      | 22                                          | 23                                          |                                             |                                             |    |  |                                             |                                             |
|  | [A2] France                                | 10 août 20 h 30, basketball Arena (Londres) |                                             | 23                                          |                                             |                                             |    |  |                                             |                                             |
|  | [B3] Espagne                               | 22                                          |                                             |                                             |                                             |                                             |    |  |                                             |                                             |
|  | [B3] Espagne                               | 22                                          | France                                      | 25                                          |                                             |                                             |    |  |                                             |                                             |
|  | 8 août 21 h 30, basketball Arena (Londres) | 8 août 21 h 30, basketball Arena (Londres)  | France                                      | 25                                          | Match pour la 3e place                      | Match pour la 3e place                      |    |  |                                             |                                             |
|  | 8 août 21 h 30, basketball Arena (Londres) | 8 août 21 h 30, basketball Arena (Londres)  |                                             | Croatie                                     | Match pour la 3e place                      | Match pour la 3e place                      | 22 |  |                                             |                                             |
|  | [A4] Tunisie                               | 23                                          | 12 août 11 h 00, basketball Arena (Londres) | 12 août 11 h 00, basketball Arena (Londres) |                                             |                                             | 22 |  |                                             |                                             |
|  | [A4] Tunisie                               | 23                                          | 12 août 11 h 00, basketball Arena (Londres) | 12 août 11 h 00, basketball Arena (Londres) |                                             |                                             |    |  |                                             |                                             |
|  | [B1] Croatie                               | 25                                          |                                             | Hongrie                                     | 26                                          |                                             |    |  |                                             |                                             |
|  | [B1] Croatie                               | 25                                          |                                             | Hongrie                                     | 26                                          |                                             |    |  |                                             |                                             |
|  |                                            |                                             |                                             |                                             |                                             |                                             |    |  | Croatie                                     | 33                                          |
|  |                                            |                                             |                                             |                                             |                                             |                                             |    |  | Croatie                                     | 33                                          |

## Tournoi féminin

### Tour préliminaire
|   | Équipe          | Pts | J | G | N | P | Bp  | Bc  | Diff | Dép |
| - | --------------- | --- | - | - | - | - | --- | --- | ---- | --- |
| 1 | Brésil          | 8   | 5 | 4 | 0 | 1 | 137 | 122 | 15   | +1  |
| 2 | Croatie         | 8   | 5 | 4 | 0 | 1 | 145 | 115 | 30   | -1  |
| 3 | Russie          | 7   | 5 | 3 | 1 | 1 | 151 | 125 | 26   | -   |
| 4 | Monténégro      | 5   | 5 | 2 | 1 | 2 | 137 | 123 | 14   | -   |
| 5 | Angola          | 2   | 5 | 1 | 0 | 4 | 133 | 142 | -9   | -   |
| 6 | Grande-Bretagne | 0   | 5 | 0 | 0 | 5 | 91  | 166 | -75  | -   |

|  | Qualifié pour les quarts de finale |
|  | Éliminé |
|  | Pts points ; J joués ; G victoires ; N nuls ; P défaites BP buts marqués ; BC buts encaissés ; Diff différence de buts ; Dép départage |

|   | Équipe       | Pts | J | G | N | P | Bp  | Bc  | Diff | Dép |
| - | ------------ | --- | - | - | - | - | --- | --- | ---- | --- |
| 1 | France       | 9   | 5 | 4 | 1 | 0 | 125 | 103 | 22   | -   |
| 2 | Corée du Sud | 7   | 5 | 3 | 1 | 1 | 136 | 130 | 6    | +4  |
| 3 | Espagne      | 7   | 5 | 3 | 1 | 1 | 119 | 114 | 5    | -4  |
| 4 | Norvège      | 5   | 5 | 2 | 1 | 2 | 118 | 120 | -2   | -   |
| 5 | Danemark     | 2   | 5 | 1 | 0 | 4 | 113 | 121 | -8   | -   |
| 6 | Suède        | 0   | 5 | 0 | 0 | 5 | 108 | 131 | -23  | -   |

|  | Qualifié pour les quarts de finale |
|  | Éliminé |
|  | Pts points ; J joués ; G victoires ; N nuls ; P défaites BP buts marqués ; BC buts encaissés ; Diff différence de buts ; Dép départage |

### Phase finale
|  | Quarts de finale  | Quarts de finale |         |              | Demi-finales           | Demi-finales           |    |  | Finale  | Finale  |
|  | Quarts de finale  | Quarts de finale |         |              | Demi-finales           | Demi-finales           |    |  | Finale  | Finale  |
|  |                   |                  |         |              |                        |                        |    |  |         |         |
|  | 7 août            | 7 août           |         |              | 9 août                 | 9 août                 |    |  | 11 août | 11 août |
|  | 7 août            | 7 août           |         |              | 9 août                 | 9 août                 |    |  | 11 août | 11 août |
|  | [A1] Brésil       | 19               |         |              | 9 août                 | 9 août                 |    |  | 11 août | 11 août |
|  | [A1] Brésil       | 19               |         |              | 9 août                 | 9 août                 |    |  | 11 août | 11 août |
|  | [B4] Norvège      | 21               |         |              | 9 août                 | 9 août                 |    |  | 11 août | 11 août |
|  | [B4] Norvège      | 21               | Norvège | 31           |                        |                        |    |  | 11 août | 11 août |
|  | 7 août            |                  | Norvège | 31           |                        |                        |    |  | 11 août | 11 août |
|  |                   | Corée du Sud     | 25      |              |                        |                        |    |  | 11 août | 11 août |
|  | [A3] Russie       | Corée du Sud     | 25      | 23           |                        |                        |    |  | 11 août | 11 août |
|  | [A3] Russie       |                  |         | 23           |                        |                        |    |  | 11 août | 11 août |
|  | [B2] Corée du Sud | 24               |         |              |                        |                        |    |  | 11 août | 11 août |
|  | [B2] Corée du Sud | 24               | Norvège | 26           |                        |                        |    |  |         |         |
|  | 7 août            |                  | Norvège | 26           |                        |                        |    |  |         |         |
|  |                   | Monténégro       | 23      |              |                        |                        |    |  |         |         |
|  | [A2] Croatie      | Monténégro       | 23      | 22           |                        |                        |    |  |         |         |
|  | [A2] Croatie      | 9 août           |         | 22           |                        |                        |    |  |         |         |
|  | [B3] Espagne      | 25               |         |              |                        |                        |    |  |         |         |
|  | [B3] Espagne      | 25               | Espagne | 26           |                        |                        |    |  |         |         |
|  | 7 août            | 7 août           | Espagne | 26           | Match pour la 3e place | Match pour la 3e place |    |  |         |         |
|  | 7 août            | 7 août           |         | Monténégro   | Match pour la 3e place | Match pour la 3e place | 27 |  |         |         |
|  | [A4] Monténégro   | 23               | 11 août | 11 août      |                        |                        | 27 |  |         |         |
|  | [A4] Monténégro   | 23               | 11 août | 11 août      |                        |                        |    |  |         |         |
|  | [B1] France       | 22               |         | Corée du Sud | 29                     |                        |    |  |         |         |
|  | [B1] France       | 22               |         | Corée du Sud | 29                     |                        |    |  |         |         |
|  |                   |                  |         |              |                        |                        |    |  | Espagne | 31ap    |
|  |                   |                  |         |              |                        |                        |    |  | Espagne | 31ap    |

## Résultats

### Podiums
| Épreuves         | Or | Argent | Bronze |
| ---------------- | --- | --- | --- |
| Tournoi masculin | France Jérôme Fernandez Didier Dinart Xavier Barachet Guillaume Gille Bertrand Gille Daniel Narcisse Guillaume Joli Samuel Honrubia Daouda Karaboué Nikola Karabatic Thierry Omeyer William Accambray Luc Abalo Cédric Sorhaindo Michaël Guigou                                     | Suède Mattias Andersson Mattias Gustafsson Kim Andersson Jonas Källman Magnus Jernemyr Niclas Ekberg Dalibor Doder Jonas Larholm Tobias Karlsson Johan Jakobsson Johan Sjöstrand Fredrik Petersen Kim Ekdahl du Rietz Mattias Zachrisson Andreas Nilsson | Croatie Venio Losert Ivano Balić Domagoj Duvnjak Blaženko Lacković Marko Kopljar Igor Vori Jakov Gojun Zlatko Horvat Drago Vuković Damir Bičanić Denis Buntić Mirko Alilović Manuel Štrlek Ivan Čupić Ivan Ninčević                                |
| Tournoi féminin  | Norvège Kari Aalvik Grimsbø Ida Alstad Heidi Løke Tonje Nøstvold Karoline Dyhre Breivang Kristine Lunde-Borgersen Kari Mette Johansen Marit Malm Frafjord Linn Jørum Sulland Katrine Lunde Haraldsen Linn-Kristin Riegelhuth Koren Gøril Snorroeggen Amanda Kurtović Camilla Herrem | Monténégro Marina Vukčević Radmila Miljanić Jovanka Radičević Ana Ðokić Marija Jovanović Ana Radović Anđela Bulatović Sonja Barjaktarović Maja Savić Bojana Popović Jasna Tošković Suzana Lazović Katarina Bulatović Majda Mehmedović Milena Knežević    | Espagne Andrea Barnó Carmen Martín Nely Carla Alberto Beatriz Fernández Verónica Cuadrado Marta Mangué Marta López Macarena Aguilar Silvia Navarro Jessica Alonso Elisabeth Pinedo Begoña Fernández Vanessa Amorós Patricia Elorza Mihaela Ciobanu |

### Tableau des médailles
| Rang  | Nation     | Or | Argent | Bronze | Total |
| ----- | ---------- | -- | ------ | ------ | ----- |
| 1     | France     | 1  | 0      | 0      | 1     |
| 1     | Norvège    | 1  | 0      | 0      | 1     |
| 3     | Monténégro | 0  | 1      | 0      | 1     |
| 3     | Suède      | 0  | 1      | 0      | 1     |
| 5     | Croatie    | 0  | 0      | 1      | 1     |
| 5     | Espagne    | 0  | 0      | 1      | 1     |
| Total | Total      | 2  | 2      | 2      | 6     |

## Ballon
Les ballons utilisés étaient de la marque Select.